# اوایل زندگی من
اوایل زندگی من (انگلیسی: My Early Life) یک خود زندگینامه است که در آمریکا با نام یک فرمانده شگفت‌انگیز: اوایل زندگی من نیز شناخته شده است. این کتاب در سال ۱۹۳۰ میلادی توسط وینستون چرچیل نوشته شد. این خود زندگی‌نامه به تولد او در سال ۱۸۷۴ تا سال ۱۹۰۲ می‌پردازد.